# 江泽佳
江泽佳（1920年11月15日—2013年11月10日），男，原籍安徽旌德，生于湖北汉口，中国电工理论专家，教育家，中国共产党党员，曾任重庆大学校长。毕业于重庆大学电机系和麦吉尔大学。

## 生平
1920年，出生于湖北省汉口市。原籍安徽省旌德县。
1943年，毕业于重庆大学电机系，获工学学士学位，并留校教书。
1943年至1944年，在交通大学重庆分校电信研究所攻读研究生。
1944年至1947年，历任重庆省立女子职业学校教师、重庆大学电机系助教（1945年至1949年兼任中国国际广播电台重庆分台工务员）。
1947年至1949年，在加拿大麦吉尔大学攻读硕士学位。1949年归国后，一直在重庆大学教书。
1951年至1982年，担任重庆大学电机系教授兼系主任。
1982年至1986年，担任重庆大学校长。1983年5月28日至30日，中国高等教育学会在北京召开成立大会，大会选举了第一届理事会成员，他出任常务理事。1981年被聘为博士生导师。
2013年11月10日，在重庆医科大学附属第一医院病逝。

## 出版物
主编高校教材《电路原理》（一、二、三版）、《网络分析的状态变量法》。主译《线性电路理论》及《计算机辅助电路设计》。